# 江口站 (中國)
江口站是位于湖南省怀化市通道侗族自治县江口乡的一个铁路车站，邮政编码418400。车站建于1978年，有焦柳铁路经过该站，现仅办理列车到发、会让业务，客运每日有怀化至塘豹的慢车停靠，不办理货运业务。车站距离月山站1349公里，隶属广铁集团怀化车务段，是五等站。